# Бригада 2506
Бригада 2506 (исп. Brigada Asalto 2506) — военное формирование из кубинских эмигрантов, подготовленное под руководством ЦРУ для вторжения на Кубу.
Создание бригады началось весной 1960 года при президенте Дуайте Эйзенхауэре.
Первоначально, подготовка новобранцев проходила на территории США, в окрестностях Майами. Позднее для размещения и подготовки личного состава бригады были созданы семь военных лагерей в отдаленных районах на Тихоокеанском побережье Гватемалы, власти которой также предоставили ЦРУ право пользоваться аэродромами; кроме того, власти Никарагуа предоставили ЦРУ аэродром и порт.
Была полностью разгромлена кубинской армией во время неудачной попытки вторжения на Кубу в апреле 1961 года.

## Лагеря подготовки
Основной тренировочной базой являлся «лагерь Трэкс» (JMTrax) в окрестностях города Реталулеу на западном побережье Гватемалы, оборудованный здесь полевой аэродром (JMMadd, или «Rayo Base») являлся центром подготовки экипажей для бомбардировщиков. В никарагуанском порту Пуэрто-Кабесас была создана перевалочная база (JMTide, или «Happy Valley»). Ещё одна база подготовки боевиков находилась на острове Вьекес (Пуэрто-Рико)

## Численность и организационная структура
После разгрома бригады при попытке высадиться на Кубу власти США заявляли, что общая численность «бригады 2506» составляла "около 1200 человек". Каждому участнику присваивался определённый номер, однако нумерация личного состава начиналась с 2000 (с целью создать впечатление, что участвующих во вторжении на Кубу больше, чем их было на самом деле). Служившие в бригаде получали 400 долларов в месяц, а также выплаты в размере 175 долларов на содержание жены, 50 долларов на первого ребёнка и по 25 долларов — на каждого следующего.
В настоящее время поименно известны 2681 кубинцев, подготовленных для вторжения на Кубу, из них 1334 входили в состав морского десанта и 177 — в состав воздушного десанта.
В ноябре 1960 года был утверждён командный состав бригады, которая получила наименование «бригада 2506» — по личному номеру погибшего на учениях курсанта, носившего номер 2506. Командиром бригады стал бывший капитан армии Батисты — Хосе Альфредо Сан-Роман, его заместителем — Эрнейдо Андрес Олива Гонсалес, начальником штаба — Рамон Феррер Мена (Ramon Ferrer Mena).
Численность и организационная структура «бригады 2506» неоднократно изменялись, однако перед началом вторжения, по состоянию на 15 апреля 1961 года она насчитывала шесть батальонов и несколько подразделений меньшей численности:
- четыре пехотных батальона[1],
- один моторизованный батальон[1],
- один парашютно-десантный батальон[1],
- артиллерийский дивизион[1],
- одну танковую роту (бронеотряд).

Для транспортировки личного состава, вооружения и имущества бригаде были предоставлены транспортные и десантные корабли. Во время движения кораблей к берегам Кубы в открытом океане их сопровождал эсминец DD-701 "John W. Weeks" военно-морского флота США.
Для поддержки действий бригады с воздуха, бригаде было предоставлено авиационное подразделение
- действия бригады поддерживали три звена бомбардировщиков B-26: «Линда», «Пума» и «Горилла»
- для десантирования 1-го батальона «бригады 2506» в районе Сан-Блас были задействованы шесть военно-транспортных самолётов (пять C-46 и один C-54).

### Техника, вооружение и снаряжение
Личный состав бригады был обмундирован в камуфляжную форму морской пехоты США (USMC issue 13 star button «Duck Hunter» camouflage).
Бригада 2506 была полностью вооружена оружием и техникой производства США, ей было предоставлено:
- 32 бомбардировщика B-26, девять из них — B-26B для участия в авианалёте на кубинские аэродромы (Operation Puma) были перекрашены и несли опознавательные знаки ВВС Кубы; ещё 20, полученных из резерва ВВС США и ранее находившиеся на хранении в законсервированном состоянии, были отремонтированы и модернизированы — на них установили дополнительные топливные баки и пусковые установки для ракет[15]
- пять кораблей торгового флота, зафрахтованных у компании "Garsia Lines S.A." (на которых были установлены спаренные 20-мм зенитные орудия), десантное судно LSD-25 (бывший корабль USS "San Marcos" военно-морского флота США), два малых десантных судна типа LCI (LCI «Blagar» и LCI «Barbara J»), а также 36 алюминиевых моторных лодок для высадки десанта на берег[13]
- пять танков М41[5] и десять бронеавтомобилей M8;
- одиннадцать 2,5-тонных грузовиков, шесть джипов, один автозаправщик с 5-тонной цистерной, один бульдозер, один трактор с подъёмным краном и 13 автоприцепов[13]
- три 75-мм противотанковых безоткатных артиллерийских орудия M-20 и 18 шт. 57-мм безоткатных артиллерийских орудий M18;
- 6 шт. 106,7-мм миномётов и 36 шт. 60-мм миномётов М2;
- 75 шт. 88,9-мм противотанковых гранатомётов M20 «базука»[13]
- 8 шт. огнемётов;
- 44 шт. крупнокалиберных 12,7-мм пулемётов «браунинг» M2HB;
- 3 станковых и 30 ручных пулемётов «браунинг» M1919 под патрон 7,62×63 мм;
- 108 шт. лёгких 7,62-мм пулеметов M1918 BAR[13]
- 485 шт. винтовок M-1 «гаранд», 150 шт. карабинов M-1, 470 шт. пистолет-пулемётов М-3 и 465 шт. пистолетов Colt M1911)[14];
- 8 тонн взрывчатых веществ, полторы тонны зажигательной смеси для заправки огнемётов и ручные гранаты[13]
- значительное количество боеприпасов[15][5] (в том числе, снаряженные напалмом авиабомбы для В-26)[13]
- холодное оружие (у каждого человека был штык-нож, нож или кинжал)[13]
- 30 тыс. галлонов авиационного топлива[15] и 300 галлонов смазочных масел для самолётов[13]
- 38 тыс. галлонов автомобильного топлива, полевые телефоны и средства радиосвязи, 24 тыс. фунтов продовольствия и запас пресной питьевой воды[13]

## Участие в боевых действиях
«Бригада 2506» была использована в ходе операции в заливе Свиней в апреле 1961 года. В течение трёх дней после высадки на Кубу, в месте под названием залив Свиней, бригада 2506 была полностью разгромлена. Общие потери составили 114 человек убитыми и 1183 — пленными, некоторое количество десантников сумело эвакуироваться.

## Социальный состав бригады
В своем выступлении 1 мая 1961 года Фидель Кастро сделал заявление, что среди 1183 пленных «приблизительно 800 человек — выходцы из обеспеченных семей, из этих 800 человек… 200 — члены самых привилегированных и аристократических клубов Гаваны, [до революции 1959 года] они имели в собственности землю площадью 27 556 кабальерий, 9676 домов, 70 предприятий, 10 сахарных заводов, 2 банка и 5 рудников… Среди остальных пленных 135 — бывшие военнослужащие армии Батисты, а 75 — просто деклассированные элементы».
Данные, приведенные в американских источниках, несколько отличаются. Согласно этим данным, наиболее многочисленную группу составляли студенты (228 человек) и бывшие военные (128). По уровню доходов 173 военнопленных были отнесены к разряду имеющих «высокие доходы», 356 — «выше среднего», 266 — «ниже среднего», 361 — «низкие». По региональному происхождению преимущественно гаванцы (611 человек).
Позднее стало известно, что часть "студентов" имели фиктивные документы, которые нужны были лишь в качестве легального обоснования для их пребывания в США.

## Репатриация в США и последующие события

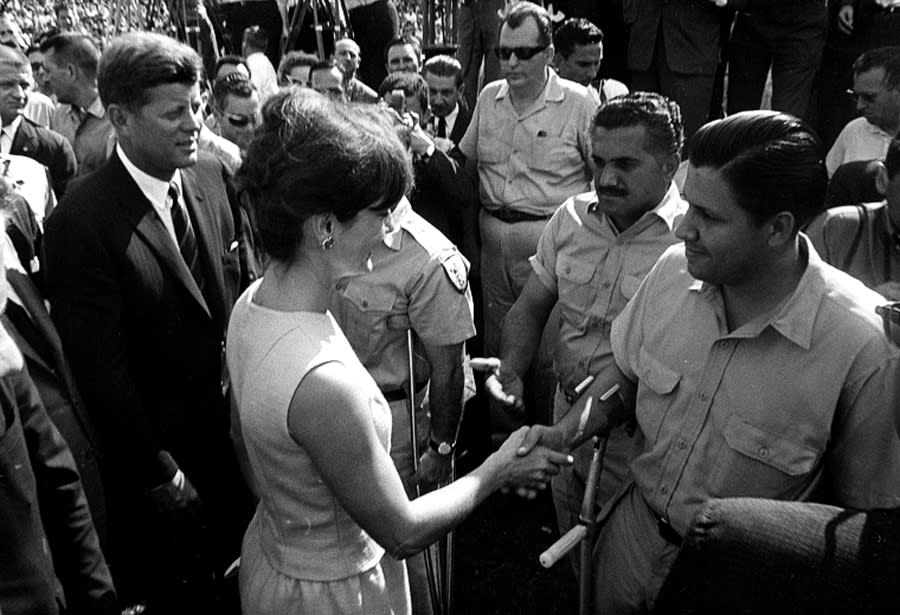
встреча президента США Дж. Кеннеди и Жаклин Кеннеди с репатриантами на стадионе "Orange Bowl" (Майами)

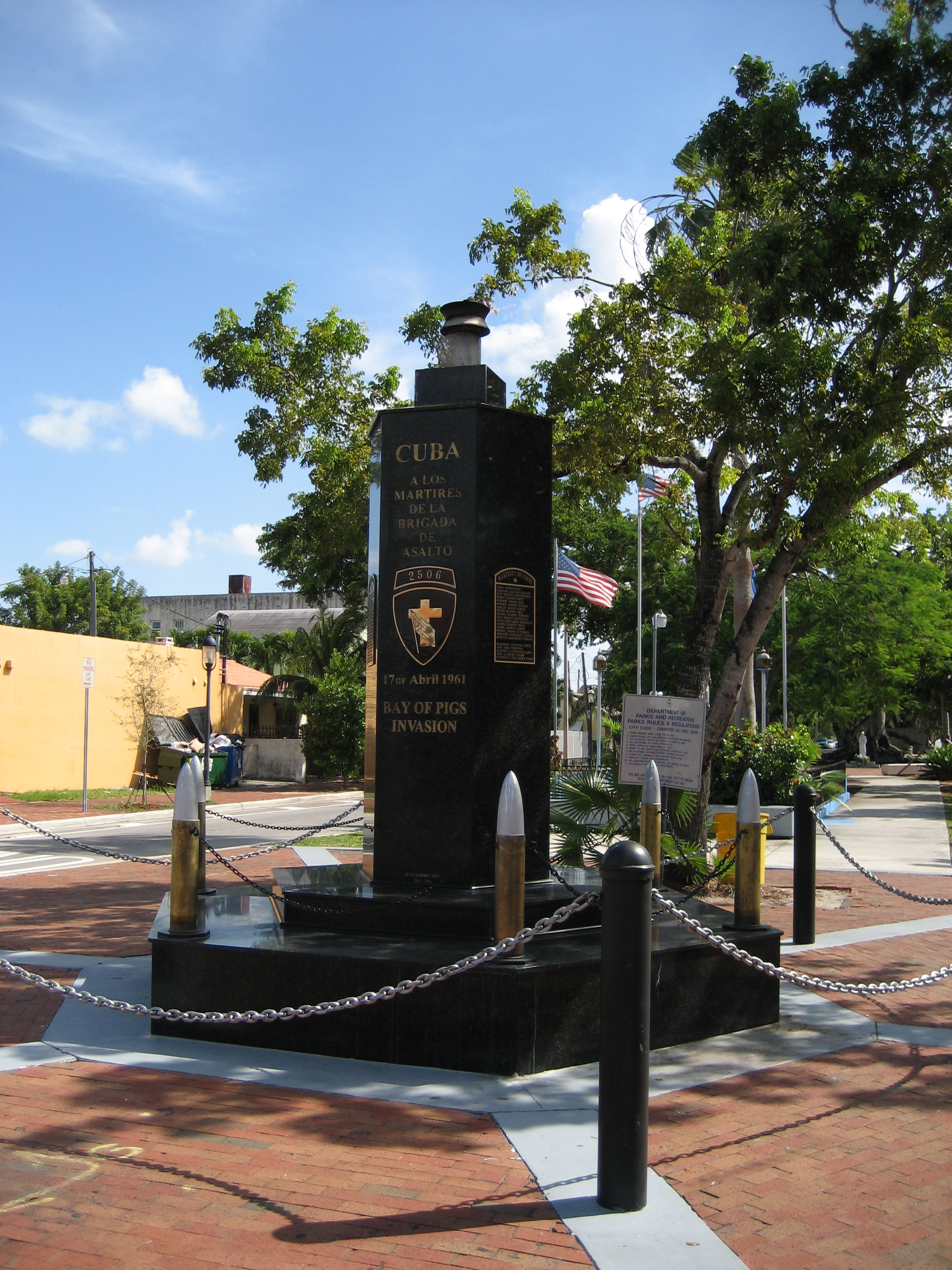
Мемориал павшим в операции в заливе Свиней в майамском районе Маленькая Гавана

22 декабря 1962 года правительство США подписало соглашение с правительством Кубы о возвращении пленных после возмещения причинённого стране вреда (в форме поставок медикаментов, медицинского оборудования и продовольствия для детей), и 23-24 декабря 1962 года оставшиеся в живых члены бригады были возвращены в США в обмен на медикаменты и продукты питания общей стоимостью 53 млн долларов.
29 декабря 1962 года президент США Дж. Кеннеди лично приветствовал репатриантов на торжественной церемонии на стадионе "Orange Bowl" в Майами.
Впоследствии, бывшие члены «бригады 2506» создали ветеранское объединение под одноимённым названием («Brigade 2506 Veteran’s Association»), которое продолжило борьбу против социалистического правительства на Кубе. Со временем многие бойцы бригады 2506 стали ключевыми фигурами в контрреволюционном движении кубинских эмигрантов, пользовавшимся террористическими методами.
В 2011 году состоялся 50-летний юбилей со дня вторжения. Бывшие члены бригады 2506 были приглашены в конгресс США для чествования.